# Marzens
Marzens é uma comuna francesa na região administrativa de Occitânia, no departamento de Tarn. Estende-se por uma área de 11,26 km². Em 2010 a comuna tinha 319 habitantes (densidade: 28,3 hab./km²).